# 養神亭
養神亭（ようしんてい）は、かつて神奈川県逗子市新宿に存在した旅館である。小説『不如帰』の執筆宿として知られる。1984年に廃業し建築物は現存していない。庭園だけで千坪余りあったという。
養神亭の「神」は精神の「神」で、すなわち心を養うという意味である。

## 概要
かねてより逗子海岸が海水浴場として最良であると主張し、逗子の保養地としての開発に熱心であった元海軍軍医大監で帝国生命取締役の矢野義徹の出資で、1889年（明治22年）10月22日、蒼龍丸司厨長であった丸富次郎が逗子初の近代旅館「養神亭」を創業した。出資者の矢野は自身の別荘も逗子に所有していた。
丸富次郎は、1851年（嘉永3年）5月25日に千葉県君津郡大貫村で生まれ、1882年から1883年に蒼龍丸に乗り込んだのち退職し、逗子海浜に養神亭を開業するに至った。
ただし富次郎は旅館創業以前から同地で茶店ないしは休憩所を営んでいたようで、それより海側にあった貸別荘を買い取り、廊下でつないで宿屋として営業を始めたのが前述の1889年であろうとホテル養神亭社長・吉田勝義は推測している。この別荘はのちに取り壊され、富次郎没後の1909年12月8日その跡地に百畳敷の大広間宴会場が建設された。
富次郎は1906年6月1日に57歳で没し、養神亭の経営は長男の丸儀太郎に引き継がれたと思われる。儀太郎は、飯塚竹次・梶田幸次郎の協力を得て養神亭を合資会社の法人に変更したが経営は芳しくなく、1920年11月、湘南ホテルに養神亭を売却した。湘南ホテルの直営による経営も芳しくなく、ほどなく桜山に別荘を所有していた代議士・松島肇に売却されることとなる。以後50年近くにわたり松島が養神亭を個人資産として所有することとなる。
葉山御用邸における大正天皇の療養そして崩御の時期に際しては当時の若槻内閣の宿泊に使用されたこともあり(後述)、高級旅館として名を馳せ、名刺あるいは紹介がなければ宿泊ができない存在となっていたという。
日中戦争頃からは軍関係者の宿泊が増えた。特に海兵団の入団兵の宿泊・面会に使用され、戦時中は、さながら軍宿舎のような様相を呈した。戦後は主な客層であった富裕層の没落で経営方針を転換し、大学受験生や修学旅行生（主に栃木・群馬地方）をターゲットとした団体宿となった。戦前戦後を通じての顧客に東京雙葉学園等があった。
1969年2月7日に松島が88歳で死去すると、1973年7月11日に吉田勝義を代表取締役として株式会社ホテル養神亭が設立された。1984年に廃業し、養神亭の存在した場所の一角は渚マリーナやマンションとなっている。
養神亭の付近には、徳冨蘆花が執筆に使った柳屋や蘆花の両親と兄の蘇峰が暮らした老龍庵、永井荷風が病気の療養に滞在した十七松荘が存在した。
ちなみに養神亭跡地の近くに架かっている富士見橋の初代は富次郎ら養神亭によって1894年6月に架けられたものであった。2代目の富士見橋は1906年5月30日に架けられた。のちの関東大震災の際には津波で流され、松島の別荘の玄関に打ち揚げられた。

## 文学の場として
逗子が保養地としての性格を強めつつあった1887年に徳富一敬・久子夫妻（蘇峰・蘆花の両親）が前述の養神亭の前身である貸別荘に滞在している。この際にある兄妹に部屋の一室を貸したが、その妹がのちの蘆花の妻・原田愛子である。
1889年に横須賀線が開通し、1892年には徳富蘇峰、徳冨蘆花兄弟が逗子を訪れた。蘆花は逗子に借家を求め、1897年1月7日、養神亭に宿泊した。蘆花は川向うの柳屋や養神亭の客室十六番にて小説不如帰を執筆したため、柳屋とともに不如帰の執筆宿として文人や避暑、避寒客が多く訪れる高級旅館としての地位を確立した。
1923年4月10日の島田清次郎が、舟木錬太郎予備役少将の娘・芳枝を強盗監禁したとされる騒動も養神亭の三十六番客室における出来事であった。この日はちょうど裕仁親王が葉山御用邸へ行啓する予定であったので逗子は厳重な警備下にあった。島田と芳枝が養神亭に宿泊した理由は、徳富蘇峰に結婚の媒酌を頼むためであったが断られていた。
1978年、九一式航空魚雷プロジェクトのメンバーが養神亭に集まり、小さな会を立ち上げ、金を募って自費出版サービスで小さな本『航空魚雷ノート』を作ることを決めた。

## 政治の場として
『ホテル養神亭 むかしと今』によれば、1926年12月に宮内省から大正天皇の病状の悪化が公表されると、大正15年1月30日に発足したばかりの若槻内閣の閣僚が養神亭に宿泊、葉山御用邸に赴き、その結果養神亭に内閣を引越しさせることを閣議決定したという。
当時は第51回帝国議会が開会中であったが若槻禮次郎首相以下若槻内閣全閣僚および貴族院議長徳川家達・副議長蜂須賀正韶、衆議院議長森田茂・副議長松浦五兵衛等議会関係者、朝日・読売等の各新聞社が来亭したために、大正天皇の病状のほかに政治経済の動きも逐一逗子発として報じられた。養神亭から送られた若槻の手紙や、御用邸に赴く大臣らを養神亭の玄関先で捉えた写真などが残されている。十六宮家は当時新築間もない逗子なぎさホテルへと宿泊した。
尾崎行雄は披露山の風雲閣に在住していたが、三重から上京する選挙後援会の幹部の宿泊や知人との会食に養神亭を利用していた。1936年2月26日の早朝に二・二六事件が発生し、養神亭にも着剣した陸軍将兵が乱入した。風雲閣にいなかった（あるいは前日の雪で急坂の披露山に登れなかったか）尾崎が目的であったが、宿泊しておらずことなきを得た。